# 平成ネット史（仮）
『平成ネット史（仮）』（へいせいネットし かっこかり）は、NHK Eテレにて2019年1月2日・3日に放送された特別番組。及び、それを皮切りとして展開されたシリーズ番組・イベント。

## 概要
Windows 95の発売を起点として現代に至るまでの日本のインターネットの歴史を振り返る。番組名は堅いイメージを避けるため「（仮）」を付ける形とし、「（仮）」には終わっていない平成時代の確定しない歴史として後世の人間が決めるべきという「あくまで（仮）である」という意味や年代の違いなどで視聴者それぞれにネット史が存在するという意味が込められている。このほか「平成＼（^o^）／ネット史」「僕らのインターネット史」の題名案も存在した。
本番組の企画は2015年頃から立ち上がっており当初は提案が通らなかったものの、その後平成時代の終了に合わせ平成とインターネットがリンクしている部分があるという理由から平成最後の年である2019年の放送になった。エンターテインメント性を出すために利用者目線で構成され、スマートフォンの登場を境として前後編に分け前編はパソコンや日本独自のネットカルチャー、後編はスマートフォンやSNSの登場による変化やインターネットが作り出す未来を語り合う。スタジオにはiBook G3、フロッピーディスク、F5ボタンなどインターネットの歴史や平成時代を象徴するモチーフが多く取りそろえられた。
番組構成は40代のチーフプロデューサーと広末涼子と同世代のディレクターらスタッフをモデルとした架空の人物を番組の軸に据え、当初は教科書をつくる発想で番組側の選んだテーマを取り上げるものとしていたが、関係者の取材の過程で疑問を投げかけられる事が多くそれぞれのインターネットの想いの強さを感じたために視聴者の思い出を積み重ねる形とし、2018年9月より番組ウェブサイト上でのアンケートや番組Twitter・ハッシュタグ「#平成ネット史」を用いネットユーザーからの声や取り上げてほしい題材を募集した。寄せられたメッセージは関係者への取材などに反映されスタッフと視聴者の間のズレを修正する一助となった。
視聴率は前編が1.0%、後編が0.2%（関東地区・ビデオリサーチ調べ）と高くはなかったもののTwitter等のSNSではトレンド1位を獲得した。炎上しやすいテーマではあったものの炎上はほとんど見受けられず、千代木太郎チーフプロデューサーは9月のTwitter開設から11月の収録まで番組のコミュニティを作る形で進めたことを成功の要因として挙げ、1つのテーマを延々と取り上げず提示にとどめる作りを意識し矢継ぎ早に紹介されるテーマに反応しているだけで時間が過ぎてしまった事が炎上を回避した要因と分析した。
2022年には、本番組のスタッフにより最新のインターネット関連のトレンドを解説する特別番組「令和ネット論」シリーズが開始されている。

## 放送時間
- 前編：2019年1月2日 23:30 - 0:30　後編：1月3日 23:00 - 0:00
- 再放送（前後編連続）：（全国放送）1月12日 14:00 - 16:00　（総合関西地区）4月26日 0:25 - 2:25

## 出演者
司会
- 恵俊彰
- 是永千恵（NHK鳥取放送局アナウンサー=当時）

スタジオゲスト
- 池田美優
- 宇野常寛
- 落合陽一
- 堀江貴文
- ヒャダイン
- 眞鍋かをり
- 森永真弓（博報堂DYメディアパートナーズ）

### VTR出演
前編
- 健（テキストサイト「侍魂」管理人）
- 戀塚昭彦（元2ちゃんねる閉鎖危機対策参加プログラマー）
- 川上量生
- 佐々木渉（クリプトン・フューチャー・メディア）

後編
- 夏野剛
- 栗田穣崇
- 笠原健治
- 津田大介
- 石森大貴（Twitter「特務機関NERV」アカウント主・ゲヒルン社長）
- 及川卓也（Hack For Japan発起人・フリーエンジニア）
- 舛田淳（「LINE」開発スタッフ）

## 取り上げられた主な項目

### キーワード
前編
- 窓 - 平成初期のパソコン通信時代からWindows 95発売によるインターネットブームまでを解説。
- フライングアタック - テレホーダイを中心としたインターネット創成期の接続環境事情を解説。
- 侍魂 - 1990年代後半の個人サイト文化やテキストサイトブームから2000年代中盤のブログブームまでを解説。
- UNIX板 - 2000年代前半の2ちゃんねる文化や2001年の2ちゃんねる閉鎖騒動を解説。
- やってみた - 2000年代中盤のYoutubeやニコニコ動画の開設から「歌ってみた」等のやってみた文化や初音ミクブームを解説。

後編
- Emoji - iモード開始からガラケー文化や絵文字の誕生、ポケットベル事情を解説。
- 黒船、襲来 - 日本でのiPhone発売に端を発するスマートフォンの隆盛とガラケーの衰退を解説。
- なう。 - mixiやTwitterなどSNSの台頭を解説。
- ヤシマ作戦 - ヤシマ作戦、Hack for Japan、LINEの開設等東日本大震災のインターネットへの影響を解説。
- 炎上 - バカッター、不適切発言ツイート、SNSうつ等のSNSの悪影響を解説。
- FAKE - 熊本地震、2016年アメリカ大統領選挙などでの国内外のフェイクニュース問題を解説。
- マカンコウサッポウ - マカンコウサッポウ、PPAP、YouTuber、クラウドファンディングなど現代のインターネット事情を解説。

### 年表項目
- 平成元年 - 6年：パソコン通信
- 平成7年：Windows 95
- 平成8年：Yahoo! JAPAN
- 平成10年：個人サイトブーム
- 平成11年：2ちゃんねる/iモード
- 平成13年：侍魂
- 平成14年：Flash黄金時代
- 平成15年：ブログブーム
- 平成16年：電車男/mixi
- 平成17年：YouTube
- 平成18年：ニコニコ動画
- 平成19年：初音ミク
- 平成20年：Twitter/iPhone
- 平成23年：ヤシマ作戦/LINE
- 平成25年：マカンコウサッポウ
- 平成28年：PPAP/フェイクニュース
- 平成30年：TikTok/VTuber

## ラジオで平成ネット史（仮）
テレビ、イベントの反響の大きさから、続編の企画が持ち上がり、まずはイベントやTwitter上での「私も自分の平成ネット史を語りたい」という声に応えようと、媒体をNHKラジオ第1に移して『ラジオで平成ネット史（仮）』が放送されることとなった。
テレビと同じく2部に分けて、2019年3月21日の21時5分から21時55分、22時10分から23時に生放送を実施。ラジオ版のパーソナリティーは民放であるニッポン放送アナウンサーの吉田尚記。小学生時代からPCに親しみ、Twitterに関する著書やアプリ開発の経験もあるなど、ラジオ界有数のネットオタクであること、またNHK・民放連共同ラジオキャンペーン「#このラジオがヤバい」の展開中であることからの起用となった。
なお、放送後には吉田が通常担当しているニッポン放送『ミュ〜コミ+プラス』でも、出演者である緒方恵美をゲストに本番組の延長戦として、引き続き平成のインターネット文化に関するトークを展開した。

### 出演者（ラジオ）
司会
- 吉田尚記
- 是永千恵

スタジオゲスト
- 緒方恵美
- 健（テキストサイト「侍魂」管理人）
- 川島優志（ナイアンティック、「Pokémon GO」などの開発者の一人）
- サカモト教授
- 森永真弓（博報堂DYメディアパートナーズ）

## 平成ネット史（仮）展
番組終了後の2019年1月11日から14日にかけて渋谷ヒカリエ9階ヒカリエホールAホワイエにて「平成ネット史（仮）展」、4月27日から30日にかけてNHK大阪放送局アトリウムにて「平成ネット史（仮）展@大阪」を開催。
イベントは主に顔認証を活用したネット史にまつわる体験などを盛り込んだ高さ3m幅20mのパネル「あなただけのインタラクティブ年表」・番組セット一式・4Kモニターを用いたアンケートマシン、番組セットを用いてのトークイベントで構成された。渋谷での開催では番組側の予想の2倍という4日間で8000人を超える視聴者が詰めかけ、「インタラクティブ年表」は最大90分待ちの行列ができた。また来場者の多くが20 - 40代で、会場に設けられた落書きコーナーには、「私のインターネット史」を綴った熱いメッセージで埋め尽くされた。

### ステージイベント
東京開催
トークイベント「平成ネット夜話」
番組本編で語れなかった内容を中心に取り上げる夜のトークイベント。
- 1月11日 第1夜「インターネット もう少しスピードダウンしませんか?」出演：宇野常寛、箕輪厚介
- 1月12日 第2夜「インターネット女子会（仮）」出演：森永真弓、べつやくれい、大久保一布（「if→itself」管理人・歌人）
- 1月13日 第3夜「よみがえれ テキストサイト」出演：ヨッピー（司会）、健、兄貴（98式）（「兄貴の館」管理人）、みやもと春九堂（「じーらぼ!」管理人）、ワタナベ（「ろじっくぱらだいす」管理人）

あなたの平成ネット史 なつかしガジェット鑑定ショー
1月12日昼開催。一般参加者10名が持ち込んだ平成のインターネットにまつわるガジェット等をインターネット専門家が鑑定するトークイベント。司会に大嶋トトロ、鑑定人として林雄司、島徹（インターネット専門ライター）が出演。
大阪開催
トークイベント「平成最後のネット話」
- 4月27日「嘘を嘘であると見抜けない人は使うのが難しい!?」出演：UK（虚構新聞社主）、足立義則（NHKネットワーク報道部SoLT記者）
- 4月28日「大阪 ツイッター中の人サミット」出演：シャープ・パインアメTwitter公式アカウント担当者
- 4月30日「明日から令和 どうなるネットの未来地図」出演：トトロ大嶋。（司会）、川島優志（ナイアンティック）、遠藤諭

公開生放送「懐かしの平成ガジェット鑑定ショー」
改元特別番組『ゆく時代くる時代〜平成最後の日スペシャル〜』の中継パートの一環として、視聴者の持ち寄った平成時代のガジェットを思い出のエピソードとともに鑑定し平成に名を刻むべきガジェットNo.1を決める。観客とゲスト鑑定人合計50人が1人につき2本のいいねの札を持ち100いいね満点で評価した。
- 司会：ヒャダイン、牛田茉友（NHK大阪放送局アナウンサー）
- 鑑定人：関根勤、眞鍋かをり、IMALU、遠藤諭
- 会場リポート：タージン
- 天の声：緒方恵美

## 書籍
本番組やイベントの内容、未放送の取材成果をまとめた書籍が、放送から2年後の2021年に発売された。
- 平成ネット史 永遠のベータ版（NHK『平成ネット史（仮）』取材班著、2021年4月21日刊行、幻冬舎） ISBN 978-4-344-03720-5